# Гёльдениц
Гёльдениц (нем. Göldenitz) — община в Германии, в земле Шлезвиг-Гольштейн. 
Входит в состав района Герцогство Лауэнбург. Подчиняется управлению Беркентин.  Население составляет 234 человека (на 31 декабря 2010 года). Занимает площадь 5,18 км².